# حسن محمد سقا
حسن سَقّا (۱۸۴۶–۱۹۰۸) (نسب: حسن بن محمد بن ابراهیم السقا) فقیه شافعی، خطیب ازهری و آموزگار مصری و نوهٔ ابراهیم سقا بود. فتح الجواد الکریم فیما یعتلق باسم الله الرحمن الرحیم، الروضة البهیة فی فضل الطریقة السعدیة، المنهل العذب لکل وارد فی فضل عمارة المساجد، البغیة السنیة فی الخطب المنبریه از آثار است. کتابخانهٔ شخصی او به کتابخانهٔ دانشگاه الازهر واگذار شد.